# 微毛布惊
微毛布惊（学名：Vitex quinata var. puberula）为马鞭草科牡荆属下的一个变种。

## 扩展阅读
- 維基物種上的相關：微毛布惊